# Jean-Robert Argand
Jean-Robert Argand (1768–1822) – szwajcarski księgarz, amatorsko zajmujący się matematyką.
Jeden z pierwszych, który używał geometrycznej interpretacji liczb zespolonych, gdzie oś urojona jest prostopadła do osi rzeczywistej oraz koncepcji modułu liczby zespolonej.
Najlepiej znane były jego prace o tym, że każdy wielomian o współczynnikach zespolonych ma co najmniej jeden pierwiastek zespolony (podstawowe twierdzenie algebry).